# Alexander M. Rümelin
Alexander M. Rümelin (* 29. März 1968 in Stuttgart) ist ein deutscher Schauspieler, Filmproduzent und Autor.

## Wirken
Rümelin ist sowohl für TV-Serien als auch TV-Filme hauptsächlich als Drehbuchautor aktiv. Dabei wurden diese bereits sowohl im Privatfernsehen als auch im Öffentlich-Rechtlichen gezeigt. Für Sat.1 schrieb er unter anderem Der Elefant – Mord verjährt nie, für ProSieben Kubaner küssen besser und Ratten – sie werden dich kriegen!, für RTL Vulkan und drei Episoden von Die Cleveren. Im ZDF liefen von ihm 2 Episoden der Serie Notruf Hafenkante.
Rümelin arbeitete auch unter dem Pseudonym Kurt Schmeisser. So ist eine weitere Folge der Serie Die Cleveren unter diesem Namen entstanden. Jungfrauenschnaps wäre somit die vierte Folge dieser Serie von ihm. Auch der TV-Film Luftpiraten – 113 Passagiere in Todesangst wurde unter diesem Pseudonym geschrieben.
Anfang 2010 wurde bekannt, dass The Transporter als TV-Serie adaptiert wird. Von den französischen Produktionsfirmen EuropaCorp und Lagardere Entertainment soll die Serie in englischer Sprache von dem deutschen Chefautoren Rümelin verfilmt werden. Transporter: Die Serie lief schließlich in den Jahren 2012 bis 2014.

## Filmografie
- 1997: S.O.S. Barracuda – S.O.S. Barracuda
- 1998: T.E.A.M. Berlin – Unternehmen Feuertaufe
- 1999: Operation Phoenix – Jäger zwischen den Welten
- 2000: Luftpiraten – 113 Passagiere in Todesangst
- 2000–2001: Die Cleveren (4 Episoden)
- 2001: Ratten – Sie werden dich kriegen!
- 2002: Kubaner küssen besser
- 2004: Schulmädchen – Qual der Wahl
- 2004: Ratten 2 – Sie kommen wieder!
- 2005: SK Kölsch – Jeder gegen jeden
- 2005: Der Elefant – Mord verjährt nie (2 Episoden)
- 2005: Die Abstauber – Herrenjahre sind keine Lehrjahre (Fernsehserie)
- 2006: Goldene Zeiten
- 2007: Notruf Hafenkante (2 Episoden)
- 2008: Nachts – Geschichten aus der Dunkelheit
- 2009: Vulkan
- 2012: Transporter: Die Serie (Transporter: The Series, Fernsehserie)
- 2016: Winnetou – Das Geheimnis vom Silbersee
- 2017: Bad Cop – kriminell gut (2 Episoden)
- 2020: Lindenberg! Mach dein Ding
- 2022: Kolleginnen – Das böse Kind